# ワケルくん
ワケルくんとは、ごみ分別を呼びかける仙台市の100万人のごみ減量大作戦のキャラクター。2002年11月に登場した。髪を七三分けにした、顔面のみの姿。

## プロフィール
27歳で182cm、82kg。誕生日は5月3日で、牡牛座。血液型はA型。祖父の祖国であるドイツのシュツットガルトで生まれた。
好きな言葉は「幸福はワケルと倍になり、悲しみはワケルと半分になる。」。書類整理や料理の取り分け、割り勘の計算などが特技で、海が真っ二つに割れるシーンで有名な1956年の映画「十戒」が印象に残っているなど、ものをワケルことが好きである。

## 受賞歴
- 「紙も、ワケて、リサイクル編」
  - 第8回環境コミュニケーション大賞テレビ環境CM部門「奨励賞」
  - 第34回仙台広告賞テレビ部門「銅賞」
- 「3R編」
  - 第9回環境コミュニケーション大賞テレビ環境CM部門「優秀賞」
  - 第35回仙台広告賞テレビ部門「金賞」

## 家族構成
- 妻-セツコ - キャッチフレーズは「ワケルだけじゃないんです」。
- 母-トメ
- 妹-ワケミ
- 猫-ワケ猫ちゃん
- 犬-ワケタロウ